# Shibuya O-Group
Shibuya O-Group（シブヤ オーグループ）は、シブヤテレビジョン（ケン・コーポレーション子会社）が運営するライブハウスの総称。

## 概要
2021年2月現在、渋谷に4店舗を有する。
2013年12月よりカルチュア・コンビニエンス・クラブのネーミングライツにより「TSUTAYA」の冠が付いていたが、新たにSpotifyと契約、2021年12月から「Spotify」に変更されている。
2016年、シブヤテレビジョン、デュオ・ミュージック・エクスチェンジ（O-EASTビル1Fにて「duo MUSIC EXCHANGE」を運営）などライブハウス事業者7社により一般社団法人ライブハウス コミッションを設立。

### 営業中
- O-EASTビル（渋谷区道玄坂2-14-8）
  - Spotify O-EAST（2F）
  - Spotify O-Crest（5F）

同ビル1Fには「duo MUSIC EXCHANGE」がテナントとして入店しているが、O-Group4店舗と共同のTwitterアカウントがあり、O-Groupのライブハウス扱いされることもある。

- O-WESTビル（渋谷区円山町2-3）
  - Spotify O-WEST（2F）
  - Spotify O-nest（6F）

### 閉鎖
- SHIBUYA BURROW（東京都渋谷区道玄坂1-22-12 長島第一ビルB1）
2013年9月20日オープン[5]。テナントビルの深刻なトラブルにより2014年10月営業停止[6]。

- Yokohama O-SITE（横浜市西区南幸2-1-22 相鉄ムービル3F）
旧相鉄本多劇場（2014年11月30日閉館）跡に2015年1月31日オープン[7]。しかし、新型コロナの影響で2020年8月末で閉鎖[8]。跡地にはライブハウス「ミントホール」[9]が同年11月にオープンしている。